# Rodrigo Afonso de Leão
Rodrigo Afonso de Leão (m. depois de 1252) foi um infante do Reino de Leão e senhor de Aliger e de Castro del Río.

## Relações familiares
Foi filho do rei Afonso IX de Leão e de Aldonça Martins da Silva, condessa de Cifuentes e filha de Martim Gomes da Silva e de Urraca Rodrigues. Casou com Inês Rodrigues de Cabrera  filha de Rodrigo Fernandes de Valduerna, o Feio e de Teresa Froilaz, de quem teve:
- Pedro Afonso de Leão, senhor de Astorga casou com Maria Suárez de Benavides filha de Soeiro Peres de Benavides, senhor de Benavides e de Maria Muñoz.
- Aldonça Rodrigues de Leão casou em 1265 com Estêvão Fernandes de Castro, senhor de Lemos filho de Fernão Guterres de Castro e de Milia Íñiguez de Mendoça.